# Norwalk Motor Car Company
Die Norwalk Motor Car Company war ein US-amerikanischer Automobilhersteller, der 1910–1911 in Norwalk (Ohio) und 1912–1922 in Martinsburg (West Virginia) ansässig war. Der Markenname lautete überwiegend Norwalk.

## Beschreibung
Arthur E. Skadden, zuvor Werksleiter bei der Pressed Radiator Company in New Castle (Pennsylvania), gründete im März 1909 in Norwalk die Auto-Bug Company zur Herstellung eines Highwheelers. Obwohl dieses einfache Fahrzeug recht erfolgreich war und bis Ende 1910 gebaut wurde, benannte Skadden das Unternehmen im April 1910 um in Norwalk Motor Car Company  und stellte technisch anspruchsvollere Roadster und Tourenwagen mit Vierzylindermotoren her, die bei 4113 cm³ Hubraum 35–45 bhp (26–35 kW) leisteten. Die Finanzdecke war dünn, und neue Investoren fanden sich nicht, sodass die Firma schon 1911 Konkurs anmelden musste. Der Motorenlieferant und größte Gläubiger, die Model Gas Engine Works in Peru (Indiana), kaufte Maschinen, Gebäude und die drei verbliebenen Wagen auf.
Skadden zog nach Martinsburg um und gründete sein Unternehmen zusammen mit Gilbert McKown, James M. Rothwell, Charles F. Glaser und Thomas W. Martin neu. Das zuletzt in Norwalk gefertigte Modell 45 wurde unverändert übernommen. Dazu kam ein Sechszylindermodell. Ab 1913 wurden die Modelle A und B mit Sechszylindermotoren von 8603 cm³ Hubraum und bis zu 70 bhp (51 kW) gebaut, die Continental zulieferte. Sie hatten einen American Underslung-Rahmen und kosteten zwischen 2750,– US$ und 3750,– US$. Aber Ende 1914 stand schon wieder der Gerichtsvollzieher vor der Tür. Im Februar 1915 wurde die Fertigung eingestellt, die Gesellschaft aber nicht aufgelöst. Skadden stand ihr weiterhin vor und beschäftigte sich zunächst mit der Reparatur und Lackierung von Automobilen.
Erst 1918 zog er erneut eine Automobilfertigung auf. Die Fahrzeuge waren eher konventionelle Hochrahmenautomobile und mit Vier- und Sechszylindermotoren von Lycoming ausgestattet. Die Preise lagen bei ca. 1000 US$. Auch für Piedmont Motor Car Company stellte Norwalk Autos her. Arthur Skadden verstarb 1919 und seine Witwe führte die Geschäfte weiter. Im September 1922 wurde die Firma aufgelöst.

## Markenname Clark-Norwalk
Diesen Markennamen trugen 1910 einige Fahrzeuge, die die Verkaufsagentur in Cleveland vertrieb. Ende 1910 wurde eines dieser Fahrzeuge auf der Cleveland Armory Automobile Show präsentiert.

## Norwalk-Modelle
| Modell                       | Bauzeitraum | Zylinder | Leistung       | Radstand     | Aufbauten                                                                           |
| ---------------------------- | ----------- | -------- | -------------- | ------------ | ----------------------------------------------------------------------------------- |
| 35                           | 1910–1911   | 4 Reihe  | 35 bhp (26 kW) | 2972 mm      | Runabout 2 Sitze, Torpedo-Roadster 2 Sitze, Tourenwagen 4/5 Sitze                   |
| 40                           | 1911        | 4 Reihe  | 40 bhp (29 kW) | 2972 mm      | Torpedo-Roadster 2 Sitze, Torpedo 4 Sitze, Tourenwagen 5 Sitze                      |
| 45                           | 1911–1912   | 4 Reihe  | 45 bhp (33 kW) | 2972–3150 mm | Torpedo-Roadster 2 Sitze, Speedster 2 Sitze, Torpedo 4 Sitze, Tourenwagen 5/6 Sitze |
| Six                          | 1912        | 6 Reihe  | 38 bhp (28 kW) | 3454 mm      | Tourenwagen 6 Sitze                                                                 |
| A                            | 1913–1915   | 6 Reihe  | 60 bhp (44 kW) | 3226–3454 mm | Roadster 2 Sitze, Tourenwagen 5/6 Sitze                                             |
| B                            | 1913–1915   | 6 Reihe  | 70 bhp (51 kW) | 3454–3658 mm | Roadster 2/4 Sitze, Tourenwagen 4/6 Sitze                                           |
| 4-18 / 4-19 / 4-30 / 4-30 KS | 1918–1921   | 4 Reihe  | 35 bhp (26 kW) | 2946 mm      | Tourenwagen 5 Sitze                                                                 |
| 6-18                         | 1918        | 6 Reihe  | 30 bhp (22 kW) | 2946 mm      | Tourenwagen 5 Sitze                                                                 |
| 4-40                         | 1922        | 4 Reihe  | 40 bhp (29 kW) | 2946 mm      | Tourenwagen 5 Sitze                                                                 |

## Produktionszahlen
| Jahr  | Produktionszahl |
| ----- | --------------- |
| 1910  | 137             |
| 1911  | 238             |
| 1912  | 336             |
| 1913  | 412             |
| 1914  | 387             |
| 1915  | 162             |
| 1916  | 0               |
| 1917  | 0               |
| 1918  | 153             |
| 1919  | 127             |
| 1920  | 83              |
| 1921  | 61              |
| 1922  | 25              |
| Summe | 2121            |

## Übersicht über Pkw-Marken aus den USA, dieClarkbeinhalten
| Marke          | Hersteller                           | Vermarktungsbeginn | Vermarktungsende | Ort, Bundesstaat           |
| -------------- | ------------------------------------ | ------------------ | ---------------- | -------------------------- |
| Clark          | Clark Manufacturing Company          | 1897               | 1901             | Moline, Illinois           |
| Clark          | Edward S. Clark Steam Automobiles    | 1900               | 1909             | Boston, Massachusetts      |
| Clark          | A. F. Clark & Company                | 1903               | 1905             | Philadelphia, Philadelphia |
| Clark          | Clark Motor Car Company              | 1910               | 1912             | Shelbyville, Indiana       |
| Clark          | Furgason Motor Company               | 1910               | 1911             | Lansing, Michigan          |
| Clark Electric | Toledo Electric Vehicle Company      | 1909               | 1910             | Toledo, Ohio               |
| Clark Electric | Brunn Carriage Manufacturing Company | 1910               | 1910             | Buffalo, New York          |
| Clark-Hatfield | Clark-Hatfield Automobile Company    | 1908               | 1909             | Oshkosh, Wisconsin         |
| Clark-Norwalk  | Norwalk Motor Car Company            | 1910               | 1910             | Norwalk, Ohio              |
| Clarkmobile    | Clarkmobile Company                  | 1903               | 1904             | Lansing, Michigan          |